# 江仲华
江仲华（1909年—2004年），女，湖北襄阳人，中华人民共和国政治人物，曾任湖北省人大常委会副主任，第二、三、四、五届全国政协委员。